# Antonio Janni
Antonio Janni, född 19 september 1904 i Santena, död 29 juni 1987 i Turin, var en italiensk fotbollsspelare.
Janni blev olympisk bronsmedaljör i fotboll vid sommarspelen 1928 i Amsterdam.